# GE Digital
GE Digital è una filiale della multinazionale statunitense General Electric con sede a San Ramon in California.
L'azienda fornisce software e servizi di consulenza per l'infrastruttura e la tecnologia operazionale ed opera nel settore dell'aviazione, della salute, della produzione, dell'estrazione mineraria, del petrolio e del gas, della generazione e distribuzione di energia elettrica e nei trasporti.
La principale proposta di GE Digital è di software cloud ed edge, di reportistica, di gestione di servizi sul campo, di sicurezza informatica e tecnologia di machine learning industriale.
Predix è la piattaforma proprietaria per lo sviluppo di applicazioni di Internet delle cose in ambito industriale lanciata nel maggio 2013 per connettere beni fisici GE alla sua piattaforma analitica. Dal 2014 offre un servizio cloud correlato per la raccolta dati. Questo è stato seguito dall'annuncio del cloud Predix nell'agosto 2015, che GE ha costruito appositamente per gestire i tipi di dati generati da macchinari pesanti come i motori a reazione.